# Hallelujah (pjesma sastava Paramore)
"Hallelujah" je pjesma američkog sastava Paramore. Objavljena je kao drugi singl s njihovog drugog studijskog albuma Riot. Pjesma je izdana 3. rujna 2007. u Ujedinjenom Kraljevstvu. Pjesmu su napisali Hayley Williams i Josh Farro, a producent je David Bendeth. Singl je objavljen u različita izdanja, kao CD singl, promotivni singl, vinilni singl i digitalni download.

## Videospot
Za pjesmu "Hallelujah" snimljen je i spot pod redateljskom palicom Big TV-a!. Premijera spota bila je 30. srpnja 2007. godine. Spot je uživo nastup s jednog koncerta u Nashvillu u sklopu turneje The Final Riot! Summer Tour. U spotu se također pojavljuju scene koje su se dešavale iza scena i neke slike s turneje.

## Popis pjesama
CD singl
1. "Hallelujah" - 3:19
2. "When It Rains" (demo) - 3:23

Vinil 1
1. "Hallelujah" (samo A-strana) - 3:19

Vinil 2
1. "Hallelujah" - 3:19
2. "Decoy" - 3:17

## Povijest objavljivanja
| Država                 | Datum           | Format                       | Izdavač         |
| ---------------------- | --------------- | ---------------------------- | --------------- |
| Irska                  | 18. rujna 2007. | CD singl, digitalni download | Fueled by Ramen |
| Ujedinjeno Kraljevstvo | 18. rujna 2007. | CD singl, digitalni download | Fueled by Ramen |